# Montgaillard (Landes)
Montgaillard is een gemeente in het Franse departement Landes (regio Nouvelle-Aquitaine) en telt 546 inwoners (2004). De plaats maakt deel uit van het arrondissement Mont-de-Marsan.

## Geografie
De oppervlakte van Montgaillard bedraagt 20,2 km², de bevolkingsdichtheid is 27,0 inwoners per km².
De onderstaande kaart toont de ligging van Montgaillard (Landes) met de belangrijkste infrastructuur en aangrenzende gemeenten.

## Demografie
Onderstaande figuur toont het verloop van het inwonertal (bron: INSEE-tellingen).